# یهویاقیم (پادشاهی یهودا)

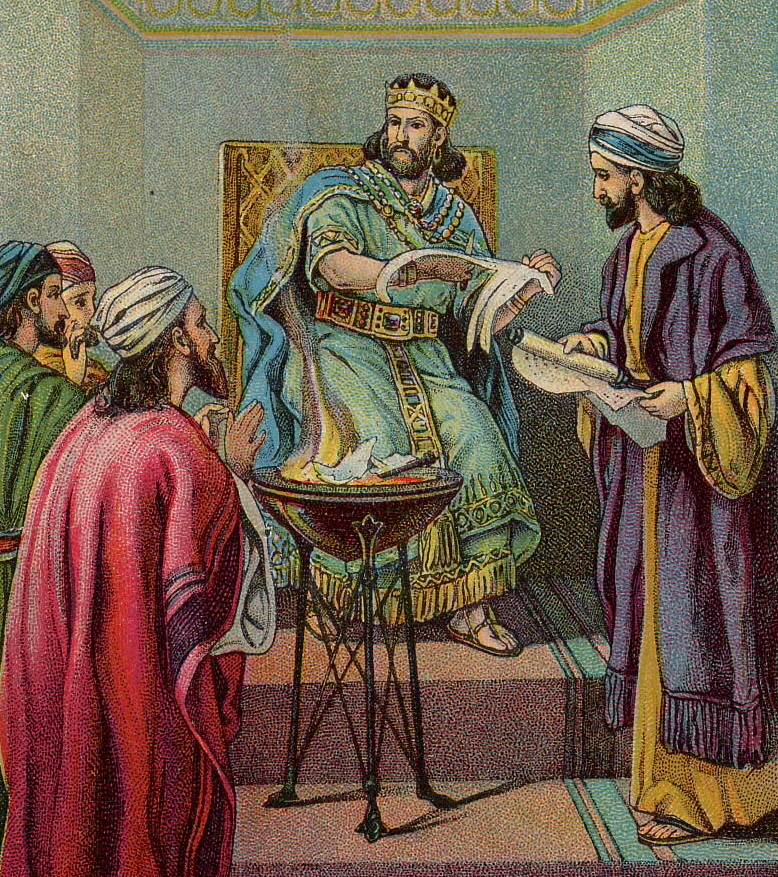
یهویاقیم طومار ارمیا را می‌سوزاند. همان‌طور که در کتاب ارمیا ۳۶:۲۱–۳۲ (تصویر از کارت کتاب مقدس منتشر شده در سال ۱۹۰۴ توسط شرکت پراویدنس لیتوگراف)

یهویاقیم (یونانی: Ιωακιμ) هیجدهمین پادشاه از پادشاهی یهودا مابین سال‌های ۶۰۸–۵۹۸ بود. نبوکدنصر دوم پادشاه بابل در سال ۵۹۷ پیش از میلاد به پادشاهی یهودا لشکرکشی کرد و اورشلیم به‌دست لشکر بابل افتاد. شرح این حمله در کتاب مقدس قدیم در بخش پادشاهان ۲ اینگونه ثبت شده‌است. 

بخت النصر پس از تصرف اورشلیم تمامی خزانه‌های خانهٔ خداوند و خزانه‌های خانهٔ پادشاه را از آنجا بیرون آورد و تمام ظروف طلایی را که سلیمان، پادشاه اسرائیل برای خانهٔ خدا ساخته‌بود. جمیع ساکنان اورشلیم و جمیع سرداران و جمیع مردان جنگی را که ده هزار نفر بودند، اسیر ساخته برد، و جمیع صنعت کاران و آهنگران را نیز، چنان‌که سوای مسکینان اهل زمین کسی باقی نماند. شاه یهودا یهویاقیم و مادر پادشاه و زنان پادشاه و خواجه سرایانش و بزرگان زمین را اسیر ساخت و ایشان را از اورشلیم به بابل برد و تمامی مردان جنگی، یعنی ۷۰۰۰ نفر سرباز و یک هزار نفر از صنعت‌گران و آهنگران را که قوی و جنگ آزموده بودند، پادشاه بابل به اسیری برد. 